# Babovřesky 2
Babovřesky 2 je pokračování divácky úspěšné komedie režiséra Zdeňka Trošky Babovřesky. Film se natáčel v létě 2013 a premiéru měl 20. února 2014. Ve filmu mezi jinými hrají Jan Dolanský, Veronika Žilková, Lukáš Langmajer, Jana Synková, Pavel Kikinčuk a Lucie Vondráčková. Mirka Spáčilová, recenzentka deníku Mladá fronta DNES, komedii označila za „estrádu střídající se s reklamou“.
Po měsíci od uvedení do kin film vidělo necelých 200 000 diváků, což je pokles oproti prvnímu dílu, který za stejné období vidělo 460 tisíc diváků.
Televizní premiéru sledovalo 31. srpna 2015 na TV Nova 1,346 mil. diváků.

## Obsazení
| Veronika Žilková      | starostová                                  |
| Lukáš Langmajer       | farář                                       |
| Jana Synková          | drbna Božena Horáčková                      |
| Jindřiška Kikinčuková | drbna Božena Němcová                        |
| Jarmila Bursová       | drbna Jarmila                               |
| Jana Altmannová       | drbna Anna                                  |
| Růžena Havlová        | babka Borovková                             |
| Anastázie Perlíková   | drbna Zina                                  |
| Jaroslava Ulrichová   | drbna Jaroslava                             |
| Lubomír Kostelka      | dědek Fanda, manžel drbny Ziny              |
| Jiří Pecha            | dědek Venda Borovka, manžel drbny Borovkové |
| Marie Strnadová       | členka KSČ                                  |
| Hana Nigrínová        | členka KSČ                                  |
| Julie Sičáková        | členka KSČ                                  |
| Lucie Vondráčková     | Ivanka                                      |
| Pavel Kikinčuk        | starosta                                    |
| Jan Dolanský          | Adam                                        |
| Bronislav Kotiš       | finanční kontrolor                          |
| Martin Stropnický     | Filip                                       |
| Radek Zima            | Robert                                      |
| Lucie Bílá            | cikánka Aranka                              |
| Pavla Bečková         | sestra Glorie                               |
| Ondřej Pavelec        | Sám sebe                                    |
| Jakub Kovář           | Sám sebe                                    |
| Radek Smoleňák        | Sám sebe                                    |
| Jakub Voráček         | Sám sebe                                    |
| Jiří Tlustý           | Sám sebe                                    |
| Lenka Švejdová        | dívku                                       |
| Tomáš Adam            | Sám sebe                                    |
| Jan Kuželka           | hostinský                                   |